# 及川甲子男
及川 甲子男（おいかわ きねお、1936年6月29日 - 2012年6月9日 ）は、日本のアナウンサー。元NHKアナウンサー。
1970年代の初頭、当時まだ日本国内で知る人が少なかったオーストラリアについて紹介した『メルボルン・ノート』の著者としても知られる。

## 略歴
千葉県香取市（旧佐原市）生まれ。
野球と真空管ラジオ製作に夢中で、お祭りが大好きな子供だった。高校時代には、当時英語の教師であった猿谷要（東京女子大名誉教授・アメリカ史）と出会い、生涯交流を続けた。
1959年3月早稲田大学政治経済学部卒、早稲田大学大学院商学研究科中退の後、1959年7月にNHK（日本放送協会）に入局し、以後、鳥取（1959年11月〜62年8月）、福岡（1962年8月〜66年2月）、東京（1966年2月〜71年2月）において、報道、ドキュメンタリー、科学の番組に出演した。
1971年2月からABC Radio Australiaに出向し、日本語放送のアナウンサーとして、当時まだ知る人が少なかったオーストラリアの社会、生活、文化を日本に紹介した。
1973年4月にNHKに戻り、東京（1973年4月〜74年8月）、金沢（1974年8月〜76年8月）、鳥取（1976年8月〜79年8月）、仙台（1979年8月〜84年7月）の各地において番組に出演した。
1984年7月から国際番組部に移り、1996年6月まで海外向けに日本を紹介する番組をプロデュースした。
NHK退職後は、地元のガイドブックの編集、パソコン教室の講師、老人ホームにおける朗読奉仕などに従事した。

## 担当番組

### 報道
- 特別番組 アポロ１１号月着陸（1969、NHK）[4]

### ドキュメンタリー
- 日本の美 唐招提寺（1968、NHK）[5]
- 現代の映像 「はだかの教室」（1968、NHK）[6]
- 現代の映像 「決戦 瀬戸内架橋」（1969、NHK）[7]

### 科学
- 科学時代 音を設計する（1967、NHK）[8]
- みんなの科学 カメラとともに～民間救助無線～（1967、NHK）[9]
- みんなの科学 カメラとともに～雪上車～（1968、NHK）[10]
- みんなの科学 カメラとともに～走り出した電気自動車～（1968、NHK）[11]

## 執筆活動
- メルボルン・ノート（1975、日本放送出版協会）[12]